# Jørstadmoen
Jørstadmoen är en tätort i Lillehammers kommun i Innlandet fylke i sydöstra Norge. Orten ligger där fylkesväg 253 möter fylkesväg 255, på den västra sidan av älven Gudbrandsdalslågen, vid det ställe där denna har sitt sammanflöde med den mindre älven Gausa, nordväst om staden Lillehammer. På andra sidan Gudbrandsdalslågen finns Europaväg 6 och Dovrebanan. Nordväst om tätorten ligger Fåbergs kyrka.
Tidigare har orten tillhört dåvarande Fåbergs kommun.